# Venus in Furs (brano musicale)
Venus in Furs è un brano musicale del gruppo rock d'avanguardia The Velvet Underground, scritto da Lou Reed e originariamente pubblicato sul loro album di debutto del 1967 The Velvet Underground & Nico. La canzone trae ispirazione dal romanzo Venere in pelliccia scritto da Leopold von Sacher-Masoch. Il testo allude al sadomasochismo, al bondage e alla dominazione sessuale.

## Il brano

### Registrazione
Venus in Furs fu una delle prime tre canzoni registrate ai T.T.G. Studios, Hollywood, per essere incluse nell'album The Velvet Underground & Nico (gli altri due brani furono Heroin e I'm Waiting for the Man). La musica contiene il suono cacofonico e ipnotico della viola elettrica di John Cale e della "Ostrich guitar" di Reed, una chitarra con tutte le corde accordate sulla stessa nota.
La canzone era la preferita di Sterling Morrison, il quale affermava spesso che in questo brano, come in nessun altro, avevano raggiunto il suono che la band aveva in mente.

### Contenuti
Shiny leather in the dark

Tongue the thongs, the belt that does await you

Strike dear mistress and cure his heart»
Cuoio lucido nell'oscurità

Lecca le cinghie, il laccio che ti sta aspettando

Diletta signora colpisci e abbi cura del suo cuore»
(Venus in Furs, Lou Reed)
La canzone, la cui composizione risale al 1965, è la prima descrizione esplicita di un rapporto sadomasochistico padrone-servo mai apparsa in un brano di musica rock. Lou Reed si ritaglia il ruolo di spettatore che incita l'azione tra i due amanti, identificandosi prima con la dominatrice e poi con il suo fedele "schiavo". L'ossessiva cadenza musicale evoca un clima morboso e perverso che ben si adatta alla scena descritta. Non manca però una nota malinconica nel finale, il gioco d'amore non è erotismo spensierato, ma un disperato tentativo di fuggire dalla monotonia dell'ordinario, da un'angosciata esistenza incanalata nei dettami di una vita borghese: «I am tired, I am weary / I could sleep for a thousand years / A thousand dreams that would awake me / Different colours made of tears» (Sono stanco, sono esausto / Potrei dormire per un migliaio di anni / Un migliaio sono i sogni che potrebbero svegliarmi / Colori differenti, fatti di lacrime). Solo attraverso il sogno è possibile evadere dal quotidiano, provando nuove sensazioni attraverso il dolore.
Il brano era un appuntamento fisso durante gli show dell'Exploding Plastic Inevitable, dove veniva eseguita dal gruppo mentre i ballerini Gerard Malanga e Mary Woronov, entrambi muniti di fruste, interpretavano i personaggi del testo.

## Formazione
- Lou Reed - voce, chitarra
- John Cale - viola elettrica, basso
- Sterling Morrison - chitarra
- Maureen Tucker - percussioni

## Cover
Lou Reed ha registrato parecchie versioni della canzone durante la sua carriera solista e anche John Cale l'ha spesso eseguita con la sua band. Inoltre, i seguenti artisti hanno dato la loro versione del brano.
- Paul Gardiner nel 1981 come singolo
- Niagara sulla compilation Beyond the Pale
- I Melvins nel 1991 come lato B del singolo Here She Comes Now/Venus in Furs (condiviso con i Nirvana)
- Eye & I nel 1991 sul disco Eye & I
- I The Ukrainians nel 1993 sull'album Vorony
- I Christian Death nel 1993 nel disco Path of Sorrows
- Gli Smashing Pumpkins nel 1994 nel bootleg Mashed Potatoes
- I Rosetta Stone nel 1996 sull'EP Hiding in Waiting
- Miłość nel 1997 sull'album Talkin' About Life and Death
- I Bettie Serveert nel 1998 nel disco Plays Venus in Furs and Other Velvet Underground Songs
- I The Creatures nel 1999 nell'album Something Old, Something New, Something Borrowed, Now Buy Zulu
- Dave Navarro nel 2001 sul disco Trust No One
- Hugh Cornwell nel 2002 in Footprints in the Desert
- Berry Sakharof nel 2003 in Berry Sakharof Live (CD 2)
- I Krieg nel 2004 sull'album The Black House
- I Monster Magnet nel 2004 nel disco Monolithic Baby! (bonus track della versione USA)
- I DeVotchKa nel 2006 sull'EP Curse Your Little Heart
- I Chuck Dukowski Sextet nel 2006 nel disco Eat My Life
- Ordo Rosarius Equilibrio nel 2006 nell'album Apocalips
- I Comus nel 2008 sul DVD Live at Melloboat 2008
- Beck nel 2009 sul suo sito web[3]
- Cristiano Godano e Giancarlo Onorato nell'album Ex Live del 2014[4]
- Gli Until The Ribbon Breaks nel 2015 sull'album Los Angeles
- Ängie nel 2018 in Suicidal Since 1995
- Manuel Agnelli nel 2021 a Propaganda Live

## Riferimenti in altri media
- La canzone è stata usata da Oliver Stone nel film The Doors (1991) dove fa da colonna sonora all'entrata di Jim Morrison/Val Kilmer nella Factory di Andy Warhol, e nel film di Gus Van Sant Last Days (2005), ispirato agli ultimi giorni di Kurt Cobain.
- La canzone è presente anche nel film di Fernando León de Aranoa A Perfect Day (2015).
- Nel novembre 1965, Piero Heliczer filmò i Velvet Underground mentre eseguivano Venus in Furs per la colonna sonora del suo film dall'omonimo titolo. Erano presenti anche Barbara Rubin, Maureen Tucker, il giornalista TV Walter Cronkite e una troupe televisiva della CBS interessata a riprendere come si girava un film underground.[5]
- Nel 1994 la canzone fu utilizzata da Tony Kaye nello spot per Dunlop Tyre.